# Sonata per a piano núm. 5 en la bemoll major, D 557 (Schubert)
La Sonata per a piano núm. 5 en la bemoll major, D 557, és una obra per a piano sol composta per Franz Schubert durant el mes de maig de 1817.

## Moviments
L'obra és relativament curta i la seva interpretació dura entre 10 i 15 minuts. La sonata és alegre i simple; té remembrances amb la música de Mozart i la música barroca.
I. Allegro moderato 
En la bemoll major.
El començament s'assembla a l'obertura del Menuetto, D. 380, núm. 3.
II. Andante 
En mi bemoll major
III. Allegro 
En mi bemoll major
Aquest moviment té un caràcter de dansa.
El fet que el darrer moviment està en la tonalitat de mi bemoll major més que en tonalitat de la tònica (la bemoll major) és indicatiu que Schubert, molt probablement, pretenia afegir un quart moviment. Tot i així, el tercer moviment existent té un caràcter de moviment final. En l'època que va compondre l'obra era bastant inusual acabar una obra en un tonalitat diferent de la tònica, però justament Schubert ho va fer en alguna de les seves obres primerenques, p. ex., D. 553 ("Auf der Donau", començant en mi♭ major i acabant en fa# menor).

## Partitures
La sonata fou publicat per primer cop l'any 1888, en l'edició completa de Breitkopf & Härtel.
Manuscrits
L'autògraf de la sonata data del maig de 1817 i és incomplet. La composició s'atura en el compàs 28 del tercer moviment, però hi ha un manuscrit contemporani complet.
Primera publicació — Alte Gesammtausgabe (AGA)
La Sonata D. 557 fou publicada el 1888 com a Sonata núm. 3 del volum de Sonates de Piano (Sèrie X) de la Kritisch durchgesehene Gesammtausgabe.
Urtext Edicions
Ambdós, Paul Badura-Skoda (Henle) i Martino Tirimo (Wiener Urtext) va publicar una edició Urtext l'any 1997.
Neue Schubert-Ausgabe (NSA)
En la Neue Schubert-Ausgabe D. 557 apareix a VII/2/1.